# L'Isle-sur-le-Doubs
L'Isle-sur-le-Doubs je naselje in občina v francoskem departmaju Doubs regije Franche-Comté. Leta 2006 je naselje imelo 4.109 prebivalcev.

## Geografija
Kraj leži v pokrajini Franche-Comté ob reki Doubs, 25 km jugozahodno od Montbéliarda.

## Uprava
L'Isle-sur-le-Doubs je sedež istoimenskega kantona, v katerega so poleg njegove vključene še občine Accolans, Appenans, Arcey, Blussangeaux, Blussans, Bournois, Étrappe, Faimbe, Geney, Gémonval, Hyémondans,  Lanthenans, Longevelle-sur-Doubs, Mancenans, Marvelise, Médière, Montenois, Onans, La Prétière, Rang, Saint-Maurice-Colombier, Sourans in Soye z 10.760 prebivalci.
Kanton Isle-sur-le-Doubs je sestavni del okrožja Montbéliard.